# Banksula melones
Banksula Melones é uma espécie de aracnídeos da família Phalangodidae.
É endémica dos Estados Unidos da América.
Esta espécie possui um tamanho do corpo com pouco mais de 2 mm, e só vive em cavernas. Seu corpo é de cor amarelo-laranja, com apêndices brancos. A espécie Banksula Melones tem os olhos mais desenvolvidos em comparação com todas as aranhas do mesmo gênero, com exceção da Banksula incredula, que é a única espécie do gênero que não habitam cavernas. Banksula Melones é ocasionalmente encontrada perto de aberturas de cavernas.
Quando perturbada, estas tendem a permanecer imóveis durante vários minutos. Elas provavelmente pode viver durante vários anos, e testes mostraram que elas podem sobreviver sem comida por até 43 dias (Rudolph, 1979). Elas são predadoras de artrópodes muito pequenos que também vivem nas cavernas.